# IC 2612
IC 2612 ist eine  elliptische Galaxie mit aktivem Galaxienkern vom Hubble-Typ E/S0 im Sternbild Kleiner Löwe am Nordsternhimmel. Sie ist schätzungsweise 599 Millionen Lichtjahre von der Milchstraße entfernt und hat einen Durchmesser von etwa 70.000 Lichtjahren.

Im selben Himmelsareal befinden sich u. a. die Galaxien NGC 3413, NGC 3424, NGC 3430, IC 2608.
Das Objekt wurde am 7. Mai 1896 von Stéphane Javelle entdeckt.